# Journal of Biological Chemistry
Il Journal of Biological Chemistry è una rivista accademica che si occupa di chimica biologica e biologia molecolare. Fondata nel 1905 da John Jacob Abel e Christian Archibald Herter, dal 1925 è pubblicata dalla American Society for Biochemistry and Molecular Biology. Tutti i suoi articoli sono disponibili gratuitamente a un anno dalla pubblicazione.
Nella propria home page riporta un impact factor pari a 4.258.